# 新米爾 (格尼奇斯克區)
46°22′54″N 34°51′59″E / 46.38167°N 34.86639°E
新米爾（烏克蘭語：Новий Мир）是位於烏克蘭南部的村莊，由赫爾松州海尼切斯克區的海尼切斯克市镇負責管轄。該村始建於1928年，面積15.5平方公里，海拔高度22米，2001年人口228，人口密度每平方公里14.7人。